# Europese auto in 1898
Dit artikel geeft een overzicht van alle Europese personenwagens geproduceerd in 1898 door een significante autoconstructeur. De auto's staan alfabetisch gerangschikt per merk. Hier staan enkel Europese merken, ongeacht of ze eigendom zijn van een niet-Europees concern. Ook gaat het om constructeurs die algemeen bekend zijn met auto's die algemeen voor het publiek verkrijgbaar zijn.
| Alldays |                  | concern:                    | Onafhankelijk |
| Alldays | divisie:         |                             |               |
| Alldays | merk:            | Alldays Verenigd Koninkrijk |               |
| Alldays | model:           |                             |               |
| Alldays | einde productie: | ?                           |               |
| Alldays | productieaantal: | ?                           |               |

| Clément |                  | concern:          | Onafhankelijk |
| Clément | divisie:         |                   |               |
| Clément | merk:            | Clément Frankrijk |               |
| Clément | model:           | 1898              |               |
| Clément | einde productie: | 1898              |               |
| Clément | productieaantal: | ?                 |               |

| Dasse |                  | concern:     | Onafhankelijk |
| Dasse | divisie:         |              |               |
| Dasse | merk:            | Dasse België |               |
| Dasse | model:           | Dasse        |               |
| Dasse | einde productie: | 1899         |               |
| Dasse | productieaantal: | ?            |               |

| Gräf & Stift |                  | concern:                                       | Onafhankelijk |
| Gräf & Stift | divisie:         |                                                |               |
| Gräf & Stift | merk:            | Gräf & Stift Oostenrijk (Oostenrijk-Hongarije) |               |
| Gräf & Stift | model:           | 1898                                           |               |
| Gräf & Stift | einde productie: | 1898                                           |               |
| Gräf & Stift | productieaantal: | ?                                              |               |

| Léon Bollée |                  | concern:              | Onafhankelijk |
| Léon Bollée | divisie:         |                       |               |
| Léon Bollée | merk:            | Léon Bollée Frankrijk |               |
| Léon Bollée | model:           | Tri Car               |               |
| Léon Bollée | einde productie: | 1899                  |               |
| Léon Bollée | productieaantal: | ?                     |               |

| Orient Express |                  | concern:                 | Onafhankelijk |
| Orient Express | divisie:         |                          |               |
| Orient Express | merk:            | Orient Express Duitsland |               |
| Orient Express | model:           | 1898                     |               |
| Orient Express | einde productie: | 1898                     |               |
| Orient Express | productieaantal: | ?                        |               |

| Peugeot |                  | concern:          | Onafhankelijk |
| Peugeot | divisie:         |                   |               |
| Peugeot | merk:            | Peugeot Frankrijk |               |
| Peugeot | model:           | 21                |               |
| Peugeot | einde productie: | 1901              |               |
| Peugeot | productieaantal: | 9                 |               |

| Peugeot |                  | concern:          | Onafhankelijk |
| Peugeot | divisie:         |                   |               |
| Peugeot | merk:            | Peugeot Frankrijk |               |
| Peugeot | model:           | 22                |               |
| Peugeot | einde productie: | 1900              |               |
| Peugeot | productieaantal: | 5                 |               |

| Peugeot |                  | concern:          | Onafhankelijk |
| Peugeot | divisie:         |                   |               |
| Peugeot | merk:            | Peugeot Frankrijk |               |
| Peugeot | model:           | 23                |               |
| Peugeot | einde productie: | 1901              |               |
| Peugeot | productieaantal: | 10                |               |

| Peugeot |                  | concern:          | Onafhankelijk |
| Peugeot | divisie:         |                   |               |
| Peugeot | merk:            | Peugeot Frankrijk |               |
| Peugeot | model:           | 24                |               |
| Peugeot | einde productie: | 1902              |               |
| Peugeot | productieaantal: | 20                |               |

| Peugeot |                  | concern:          | Onafhankelijk |
| Peugeot | divisie:         |                   |               |
| Peugeot | merk:            | Peugeot Frankrijk |               |
| Peugeot | model:           | 25                |               |
| Peugeot | einde productie: | 1898              |               |
| Peugeot | productieaantal: | 2                 |               |

| Popp |                  | concern:         | Onafhankelijk |
| Popp | divisie:         |                  |               |
| Popp | merk:            | Popp Zwitserland |               |
| Popp | model:           | 1898             |               |
| Popp | einde productie: | 1898             |               |
| Popp | productieaantal: | ?                |               |

| Renault |                  | concern:          | Onafhankelijk |
| Renault | divisie:         |                   |               |
| Renault | merk:            | Renault Frankrijk |               |
| Renault | model:           | Type A            |               |
| Renault | einde productie: | 1903              |               |
| Renault | productieaantal: | ?                 |               |

| Stephens |                  | concern:                     | Onafhankelijk |
| Stephens | divisie:         |                              |               |
| Stephens | merk:            | Stephens Verenigd Koninkrijk |               |
| Stephens | model:           | 1898                         |               |
| Stephens | einde productie: | 1898                         |               |
| Stephens | productieaantal: | ?                            |               |

| Wartburg (auto) |                  | concern:                  | Onafhankelijk |
| Wartburg (auto) | divisie:         |                           |               |
| Wartburg (auto) | merk:            | Wartburg (auto) Duitsland |               |
| Wartburg (auto) | model:           | Motorwagen                |               |
| Wartburg (auto) | einde productie: | 1900                      |               |
| Wartburg (auto) | productieaantal: | ?                         |               |